# Uzun-Dere
Uzun-Dere (także, Kishlak Uzun-Bara) - wioska w rejonie Abşeron w Azerbejdżanie.